# Franz Seraph von Pfistermeister
Franz Seraph von Pfistermeister (Amberg, 14 dicembre 1830 – Monaco, 2 marzo 1912) è stato un funzionario tedesco, segretario di corte e consigliere di stato del Regno di Baviera.
Franz Seraph von Pfistermeister aveva il titolo di Freiherr, cioè Barone.

## Vita e lavoro
Dopo aver frequentato il ginnasio ad Amberg, Franz Seraph von Pfistermeister iniziò la sua carriera nel servizio civile reale bavarese come assistente fiscale militare. Nel 1849 fu nominato segretario della corte di Monaco. Von Pfistermeister lavorò come segretario dei re Massimiliano II e Ludovico II fino al 1866. A causa della sua opposizione a Richard Wagner e del suo costoso sostegno da parte del re Ludovico II, nel 1866 fu rimosso dall'incarico dal "Alto Servizio Diretto". Dal 1864 al 1895 fu consigliere di Stato del Regno di Baviera. Dal 1881 al 1912 la sua residenza si trovava nella Knöbelstrasse a Monaco. La sua tomba con busto classificata si trova nell'Alter Südfriedhof della città. Aveva un fratello di nome Joseph e un figlio di nome Franz, i genitori si chiamavano Joseph Pfistermeister e Anna Gromberger, la moglie si chiamava Fredericke Helfreich.
Wagner
Già nel 1858, su richiesta del re Massimiliano II, rifiutò il permesso di entrare in Baviera a Wagner che voleva dirigere le prove del Lohengrin a Monaco. Il primo atto "regale" di Ludovico II, anche se non aveva ancora prestato giuramento alla Costituzione, fu quello di far cercare e portare Wagner a Monaco. Pfistermeister è responsabile di questa missione. Nel mezzo di aprile 1864, inviò Pfistermeister a Penzig, non lontano da Vienna . Qui recentemente Wagner si è stabilito con la sua ultima amante, la figlia di un macellaio viennese. Il compositore non è a casa e Pfistermeister, a cui piace solo la metà della sua missione, torna direttamente a Monaco. Ma Louis lo rimanda a Penzig per ulteriori indagini. Gli viene detto che il maestro "è partito per la Russia". Infatti Wagner, come al solito, è in difficoltà finanziarie. Si rifugiò presso la signora Willie a Marienfeld, vicino a Meilen, sul lago di Zurigo.  Pfistermeister torna a Monaco. Ma Louis lo rimanda da Wagner. Il 30 aprile, il segretario parte verso Zurigo via Lindau e il Lago di Costanza. Wagner si nasconde e fugge da una nuova catastrofe finanziaria. Alla fine Pfistermeister, dopo diversi fallimenti, finisce per unirsi al fuggitivo, e, il 3 maggio 1864, invita Wagner a recarsi a corte, con un ritratto del re e un anello.
Lo stesso giorno erano entrambi a Monaco. Il re li riceve il giorno successivo alle 14:00. Il colloquio dura circa due ore. Wagner è come un dio per lui. Il musicista lo capisce immediatamente e trarrà il massimo vantaggio dalla situazione. Ludovico II ordinò a Pfistermeister di ordinare un ritratto e un busto di Wagner, e di unirli a quelli di Shakespeare e Beethoven che adornavano il suo studio: non vedeva l'ora.
Wagner rimase a Monaco per cinque giorni, poi, munito da Luigi di alcune migliaia di fiorini destinati a saldare i suoi debiti più urgenti, si recò a Vienna. Il 13 ritornò e il giorno successivo accompagnò il re al lago di Starnberg. Louis vive nel castello; incarica Pfistermeister di affittare la villa Seehaus, appartenente al conte Pellet, affinché il padrone possa stabilirsi lì. Pfistermeister non ama Wagner, anche se assicura al re il contrario. Vede nel musicista un pericolo sia per Louis che per le finanze della Baviera. Pfistermeister, come gli altri familiari del re e dei suoi ministri, considera il compositore come un semplice avventuriero bisognoso, pronto a sfruttare l'inesperienza del proprio sovrano per dissanguarlo dalle quattro vene. Dice a un amico che si assicurerà che Louis non veda Wagner troppo spesso. Uomo di fiducia del ministro Ludwig von der Pfordten, intriga contro il musicista e rivela alla stampa le prodigalità di Louis e il contenuto delle infuocate lettere che gli indirizza. Inoltre Wagner in seguito disse di Pfistermeister che era "l’autore della nostra sventura". Infatti, il segretario ottiene dal re l'esilio del padrone prima di essere lui stesso rimandato indietroOttobre 1866.
Ma nel 1865 Wagner credeva di avere il controllo della situazione. In quel momento, infatti, spiegò alla signora Willie che si stava preparando a rovesciare il ministero di von der Pfordten ed eliminare Pfistermeister. In aprile Paul von Thurn und Taxis avvertì Pfistermeister che, a causa degli intrighi di Wagner, la sua posizione stava diventando incerta. Fu allora che von der Pfordten, che sapeva tutto questo e intuiva che Wagner era incapace di tacere, decise, con l'appoggio dell'opinione pubblica, di sbarazzarsi di lui. A dicembre Wagner lasciò Monaco per la Svizzera.